# Mitsuru Maruoka
Mitsuru Maruoka (født 6. januar 1996) er en japansk fodboldspiller, som spiller for den japanske fodboldklub Cerezo Osaka.